# بیمارستان امام رضا (کامفیروز)
بیمارستان امام رضا بیمارستانی است درمانی واقع در شهر کامفیروز، استان فارس وابسته به دانشگاه علوم پزشکی شیراز با ظرفیت ۱۰ تخت فعال که در سال ۱۳۹۷ شمسی تأسیس گردید.
این بیمارستان با مساحت ۲۲٬۰۰۰ مترمربع و زیربنای حدود ۱٬۸۰۰ متر مربع، دارای بخش‌های آزمایشگاه، دندانپزشکی، داروخانه، زایشگاه، اورژانس و رادیولوژی است.